# U-34
O Unterseeboot 34 foi um submarino alemão da classe Tipo VIIA  que atuou durante a Segunda Guerra Mundial defendendo a Kriegsmarine.

## Comandantes
| Comandante              | Período                                          |
| ----------------------- | ------------------------------------------------ |
| Ernst Sobe              | 12 de Setembro de 1936 - 14 de Fevereiro de 1938 |
| Harald Grosse           | 4 de Novembro de 1936 - 22 de Dezembro de 1936   |
| Hans Pauckstadt         | 15 de Fevereiro de 1938 - 17 de Agosto de 1938   |
| Hans Pauckstadt         | 5 de Setembro de 1938 - 28 de Outubro de1938     |
| Kptlt. Wilhelm Rollmann | 26 de Outubro de 1938 - 28 de Setembro de 1940   |
| Oblt. Fritz Meyer       | 29 de Setembro de 1940 - 22 de Maio de 1941      |
| Karl-Otto Schultz       | 23 de Maio de 1941 - 19 de Novembro de 1941      |
| Gerhard Remus           | 20 de Novembro de 1941 - 15 de Junho de 1942     |
| Oblt. Horst-Arno Fenski | 16 de Junho de 1942 - 1 de Fevereiro de 1943     |
| Karl-Heinz Hagenau      | 2 de Fevereiro de 1943 - 11 de Junho de 1943     |
| Ltn. Eduard Aust        | 12 de Junho de 1943 - 5 de Agosto de 1943        |

## Carreira

### Subordinação
| Período                                         | Flotilha                   |
| ----------------------------------------------- | -------------------------- |
| 12 de Setembro de 1936 - 30 de Setembro de 1940 | 2. Unterseebootsflottille  |
| 1 de Outubro de 1940 - 1 de Novembro de 1940    | 21. Unterseebootsflottille |
| 2 de Novembro de 1940 - 5 de Agosto de 1943     | 24. Unterseebootsflottille |

### Patrulhas
|       | Comandante              | Partida     | Partida       | Chegada     | Chegada       | Dias     | Toneladas |
| ----- | ----------------------- | ----------- | ------------- | ----------- | ------------- | -------- | --------- |
| 1     | Kptlt. Wilhelm Rollmann | 19 Ago 1939 | Wilhelmshaven | 26 Set 1939 | Wilhelmshaven | 39 dias  | 13 138    |
| 2     | Kptlt. Wilhelm Rollmann | 17 Out 1939 | Wilhelmshaven | 12 Nov 1939 | Wilhelmshaven | 27 dias  | 19 722    |
| 3     | Kptlt. Wilhelm Rollmann | 1 Jan 1940  | Wilhelmshaven | 6 Fev 1940  | Wilhelmshaven | 37 dias  | 13 432    |
| 4     | Kptlt. Wilhelm Rollmann | 11 Mar 1940 | Wilhelmshaven | 30 Mar 1940 | Wilhelmshaven | 20 dias  |           |
| 5     | Kptlt. Wilhelm Rollmann | 3 Abr 1940  | Wilhelmshaven | 30 Abr 1940 | Wilhelmshaven | 28 dias  | 595       |
| 6     | Kptlt. Wilhelm Rollmann | 22 Jun 1940 | Wilhelmshaven | 18 Jul 1940 | Lorient       | 27 dias  | 22 434    |
| 7     | Kptlt. Wilhelm Rollmann | 23 Jul 1940 | Lorient       | 3 Ago 1940  | Wilhelmshaven | 12 dias  | 29 990    |
| Total | Total                   | Total       | Total         | Total       | Total         | 190 dias | 99 311 t  |

### Sucessos
| Data        | Comandante       | Nome da Embarcação   | Toneladas | Nacionalidade |
| ----------- | ---------------- | -------------------- | --------- | ------------- |
| 7 Set 1939  | Wilhelm Rollmann | Pukkastan            | 5 809     | Reino Unido   |
| 8 Set 1939  | Wilhelm Rollmann | Kennebec             | 5 548     | Reino Unido   |
| 24 Set 1939 | Wilhelm Rollmann | Hanonia (capturado)  | 1 781     | Estónia       |
| 20 Out 1939 | Wilhelm Rollmann | Gustaf Adolf         | 926       | Suécia        |
| 20 Out 1939 | Wilhelm Rollmann | Sea Venture          | 2 ,327    | Reino Unido   |
| 27 Out 1939 | Wilhelm Rollmann | Bronte               | 5 317     | Reino Unido   |
| 29 Out 1939 | Wilhelm Rollmann | Malabar              | 7 976     | Reino Unido   |
| 9 Nov 1939  | Wilhelm Rollmann | Snar (capturado)     | 3 176     | Noruega       |
| 20 Jan 1940 | Wilhelm Rollmann | Caroni River         | 7 807     | Reino Unido   |
| 28 Jan 1940 | Wilhelm Rollmann | Eleni Stathatou      | 5 625     | Grécia        |
| 13 Abr 1940 | Wilhelm Rollmann | HNoMS Frøya          | 595       | Noruega       |
| 5 Jul 1940  | Wilhelm Rollmann | HMS Whirlwind (D-30) | 1 100     | Reino Unido   |
| 6 Jul 1940  | Wilhelm Rollmann | Vapper               | 4 543     | Estónia       |
| 7 Jul 1940  | Wilhelm Rollmann | Lucrecia             | 2 584     | Países Baixos |
| 9 Jul 1940  | Wilhelm Rollmann | Tiiu                 | 1 865     | Estónia       |
| 10 Jul 1940 | Wilhelm Rollmann | Petsamo              | 4 596     | Finlândia     |
| 11 Jul 1940 | Wilhelm Rollmann | Janna                | 2 197     | Noruega       |
| 15 Jul 1940 | Wilhelm Rollmann | Evdoxia              | 2 018     | Grécia        |
| 17 Jul 1940 | Wilhelm Rollmann | Naftilos             | 3 531     | Grécia        |
| 26 Jul 1940 | Wilhelm Rollmann | Accra                | 9 337     | Reino Unido   |
| 26 Jul 1940 | Wilhelm Rollmann | Vinemoor             | 4 359     | Reino Unido   |
| 27 Jul 1940 | Wilhelm Rollmann | Sambre               | 5 260     | Reino Unido   |
| 27 Jul 1940 | Wilhelm Rollmann | Thiara               | 10 364    | Reino Unido   |
| 1 Ago 1940  | Wilhelm Rollmann | HMS Spearfish (N-69) | 670       | Reino Unido   |
| Total       | Total            | Total                | 99 311    |               |